# Sumen
Sumen (bolgárul Шумен, törökül Şumla vagy Şumnu) Bulgária tizedik legnagyobb városa az ország északkeleti részén. A hasonló nevű tartomány székvárosa. 1950 és 1965 között Kolarovgradnak (Коларовград) hívták. 103 016 lakosa van[forrás?][mikor?].
„A 19. század legnagyobb hatású magyar politikusa, Kossuth Lajos csupán négy hónapot töltött a nagy bolgár uralkodóról, Nagy Simeonról elnevezett városban, mégis szobor őrzi az emlékét a főtéren, egykori lakóháza pedig több mint ötven esztendeje emlékmúzeum.”

## Története
A város már minden bizonnyal létezett 811 előtt, mikor Niképhorosz ostromolta. Nagy Simeon alatt élte világkorát 866 és 927 között, mikor kereskedelmi és vallási központ volt. 1388-ban lett az Oszmán Birodalom része. Erődítményeit a 17. században kezdték építeni, ezeket 1768-ban Hasszan pasa nagyvezír kibővíttette. Az 1774-ben Rumjanzov, 1810-ben Kamenszkoi és 1828-ban Wittgenstein vezérlete alatt álló orosz hadak hiába ostromolták, ezért 1829-ben Diebics megkerülte. Az 1877-78-as török háborúban az orosz csapatok csak a béke megkötése után, 1878. július 23-án szállták meg, ekkor lett az újdonsült Bulgária része.

## Látnivalói
Egy Sumen feletti hegyen áll az 1300 éves bolgár történelem gigantikus emlékműve. A városban a várfalak, a Tombul mecset, a katonai kaszinó és a Kossuth-ház a fő turisztikai érdekességek.
A város közelében található a madarai lovas, Bulgária talán legkülönlegesebb világörökségi helyszíne.

## Magyar vonatkozások

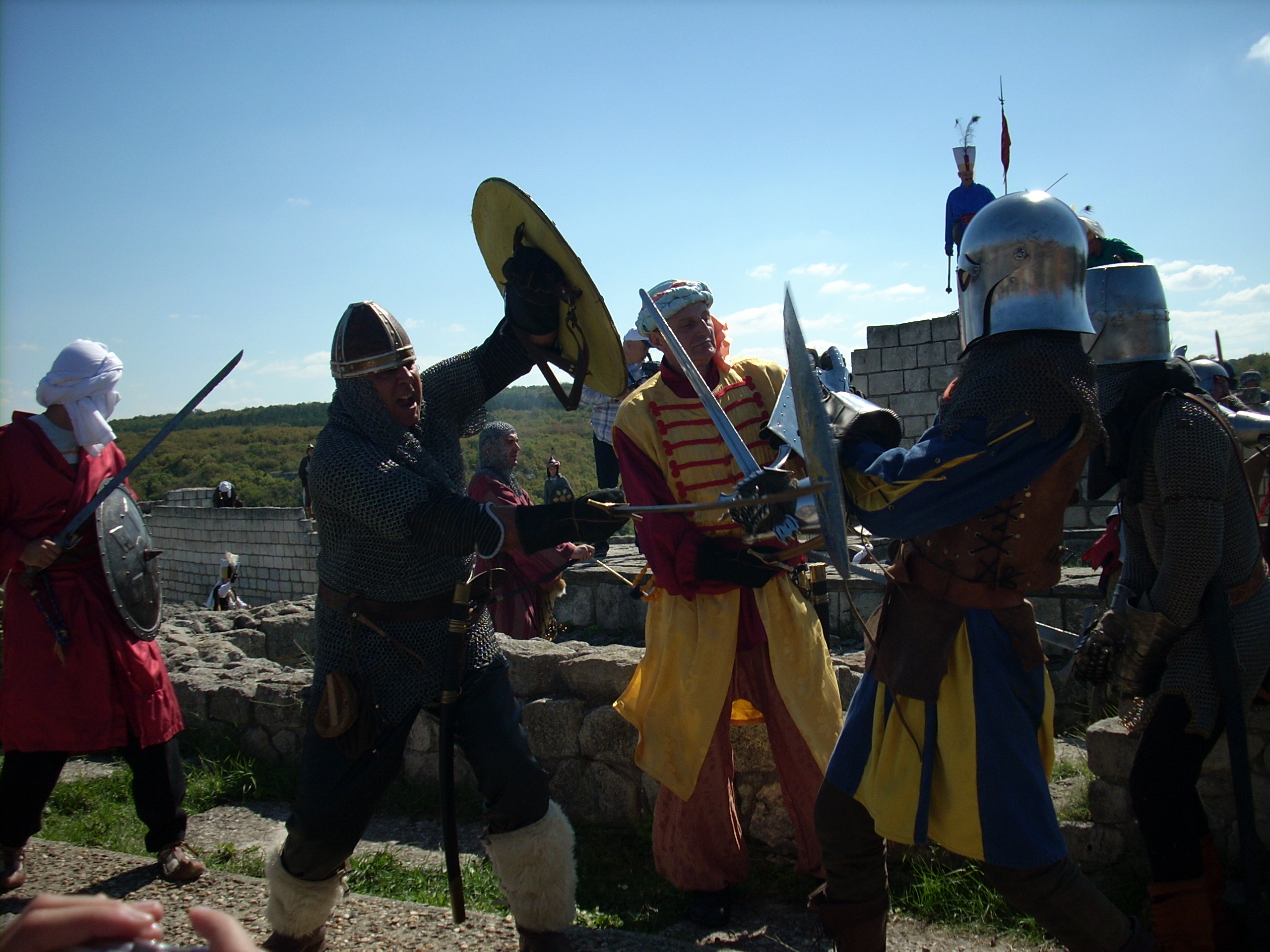
Várjátékok Hunyadi János 1444-es ostroma emlékére

„Hunyadi János 1444. évi hadjárata során a keresztesek sikeresen megostromolták, tehát el is foglalták az erősséget, melyet rendkívüli elszántsággal védelmeztek a törökök. A győzelemnek nagy ára lett: a keresztesek jelentős veszteségeket szenvedtek el, hétszázan lelték halálukat a falak alatt. Hunyadi a sikeres ostrom után leromboltatta az erődítményt, hogy többé török kézre ne kerülhessen. Maga a város nem sokáig maradt keresztény irányítás alatt, hiszen 1444. november 10-én a keresztes hadak döntő vereséget szenvedtek II. Murád szultán seregétől.” Hunyadi harci sikerére várjátékkal emlékeznek, melyen a Debreczeni Arany-Keresztes Lovagok Egyesülete is részt vett.
Sumen talán leghíresebb magyar lakója Kossuth Lajos volt, aki "a szabadságharc leverése után emigrációba kényszerült. Útjának első állomása a Török Birodalom volt, ahol két évet, ebből négy hónapot, 1849. november 21-től 1850. február 26-ig Sumlában (Sumenben) töltött. Sumeni lakóháza immár 50 éve emlékmúzeum. Ebben 2006-ban nyílt meg a Magyar Nemzeti Múzeum új állandó kiállítása. A 19. századi bolgár épületnek bejárati szintjén Kossuth Lajos életútját mutatjuk be térképpel, képekkel. A következő egység a polgári forradalom és szabadságharc eseményeit ismerte-ti a látogatókkal. Utána jutunk be Kossuth Lajos sumeni hálószobájába, ahol a nagy politikus néhány személyes tárgyán túl az emigránsok sumeni életébe tekinthetünk be." Kossuth Sumlából Kütahya városába költözött.
A harmadik magyar vonatkozás pedig az, hogy Sumen Debrecen testvérvárosa.

## Testvérvárosok
Debrecen, Magyarország